# Đèn Neon
Trong kỹ thuật điện tử đèn neon hay đèn phát sáng neon là đèn phóng điện khí thu nhỏ. Đèn thường bao gồm vỏ thủy tinh nhỏ chứa hỗn hợp khí neon và các loại khí khác ở áp suất thấp và hai điện cực gồm cực dương và cực âm. Khi điện áp cấp cho hai điện cực đủ cao sẽ xảy ra hiện tượng phóng điện qua khí kém, phát ra ánh sáng màu cam. Phần phát sáng trong đèn là một vùng mỏng gần cực âm. Các đèn neon lớn hơn và dài hơn cũng phát ra ánh sáng, nhưng chúng sử dụng cột dương không có trong đèn neon thông thường.
Trong đời sống thì đèn neon dùng đề chỉ đèn huỳnh quang là đèn tuýp chiếu sáng, thuộc nhóm đèn phóng điện khí có công suất vài chục watt.
Đèn neon hiện được sử dụng rộng rãi làm đèn chỉ thị có điện ở bảng công tắc điện trong nhà. Trước đây đèn được dùng làm đèn báo trong các thiết bị và dụng cụ điện tử. Một số dạng phức tạp hơn, là đèn hiển thị 7 thanh và Dekatron . Ngoài ra do đặc trưng VA của đèn có đoạn khá dốc sau phóng điện nên đôi khi đèn được dùng đề tạo điện áp ổn định. Đèn còn dùng trong mạch dao động thăng giáng, trong đó khi chọn nguồn {\displaystyle Vs} và mắt lọc RC phù hợp thì mạch cho ra dao động răng cưa, còn được gọi là dao động tích thoát.

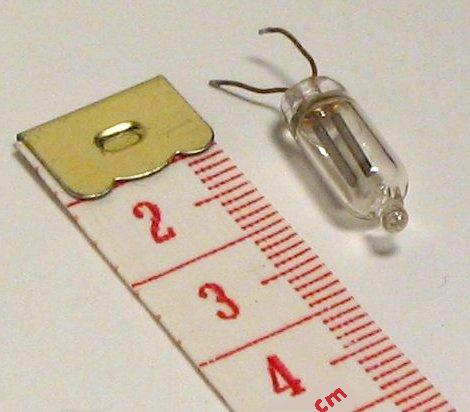
Đèn neon NE-2
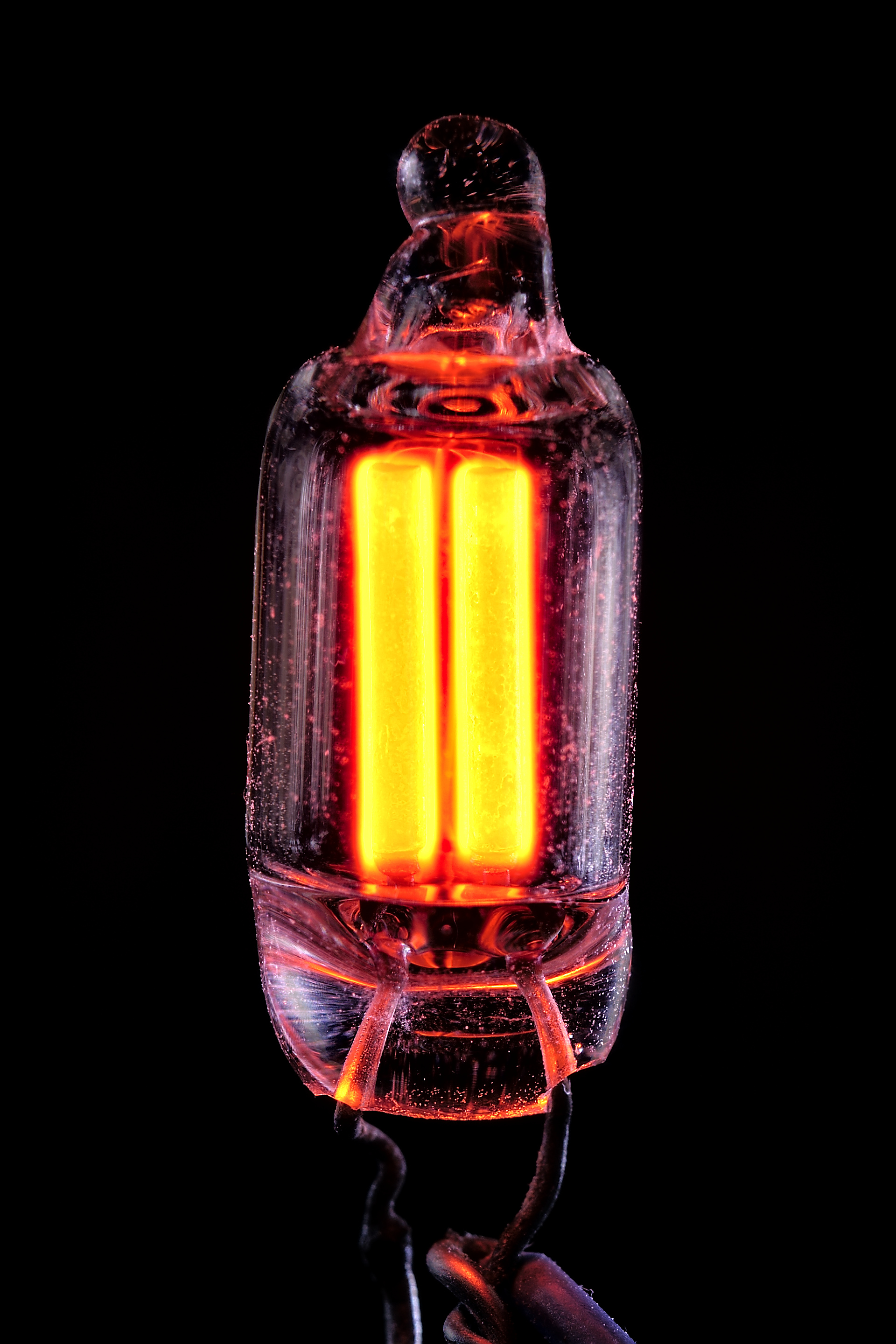
Đèn neon NE-2 cấp điện AC
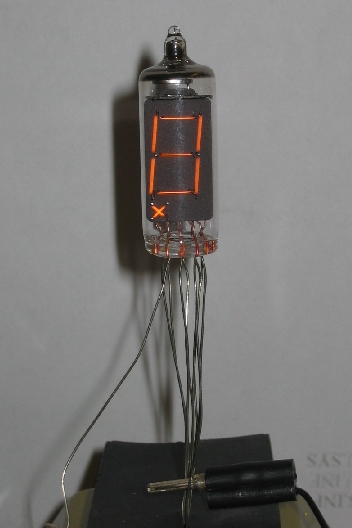
Đèn neon 7 thanh
Dekatron đang đếm thuận

Đặc trưng VA đèn neon
Sơ đồ mạch dao động thăng giáng dùng neon
Đường cong điện áp và dòng ra

Ngày nay đèn neon thuộc loại công nghệ lỗi thời. Chỉ một số ít dùng trong "đèn báo bảng điện", lắp để báo "có điện" hoặc báo trong đêm tối vị trí bảng công tắc bật đèn.